# Wind Breaker (manhwa)
Wind Breaker (en coreano: 윈드브레이커, romanizado: Windeu Beureikeo), es un manhwa surcoreano publicado como webtoon escrito e ilustrado por Yongseok Jo. Se serializó a través de la plataforma de webtoon de Naver Corporation, Naver Webtoon, desde diciembre de 2013 hasta julio de 2025.

## Personajes
Jo "Jay" Ja-hyeon (조자현?, Jo Ja-hyunRR)
Personaje principal del manhwa, a quien sus fans suelen llamar Super Rookie. Es uno de los miembros del Hummingbird Crew, uno de los equipos que participó en la rama coreana de League of Streets. Sobrino de Jo Ma-hyeon, un ciclista profesional coreano.
Shelly Scott
Es una ciclista experimentada de Inglaterra, ya que su padre, Mark Scott, es un ciclista legendario. Es una de las integrantes de la Hummingbird Crew. Está enamorada de Jay.
Hong "Vinny" Yubin (홍유빈?, Hong Yoo-binRR)
Conocido como 'Mad Dog' por su brutalidad. Es miembro de Sabbath Crew después de abandonar Zephyros Crew primero, Hummingbird Crew segundo y Ghost Crew tercero.
Kang "Dom" Hannam (강한남?, Kang Han-namRR)
Hijo de un conocido mafioso coreano. Es uno de los miembros de Hummingbird Crew y actúa como velocista.
Yoon "Minu" Min-woo (민우윤?, Yoon Min-wooRR)
Lee "June" Jun-soo (준수이?, Lee Jun-sooRR)
Kim "Mia" Mi-yeong (김미영?, Kim Mi-yeongRR)
Yoon "Yuna" Yun-ha (윤유나?, Yoon Yun-haRR)
Owen Knight
Yoo Wooin  (유우인?, Yoo Woo-inRR)
Hajun "Joker" (하준?, Ha-joonRR)
Kwon "Grim Reaper" Hyuk (권혁?, Kwon HyukRR)
Kim "Monster" Deokbong (김덕봉?, Kim Deok-bongRR)
Líder de Monster Crew, uno de los equipos participantes en la rama coreana de League of Streets y ex mariscal de campo en algunas escuelas secundarias de Estados Unidos. Regresa a Corea y recupera la confianza después de practicar ciclismo.
Jang Juhwan (장주환?, Jang Ju-hwanRR)
Líder de Trident Crew, uno de los equipos participantes en la rama coreana de League of Streets. Tenía una rivalidad CON Monster porque pensaba que la chica de la que estaba enamorado también estaba enamorada de Monster.
Noah Austin
Harry Shepherd
Kaneshiro Takeda (竹田金城 Takeda Kaneshiro?)
Ryohei Hachijō (八条良平 Hachijō Ryohei?)
Kenji Ikusaba (イクサバケンジ Ikusaba Kenji?)
Hyōma Nagase (永瀬兵間 Nagase Hyōma?)

## Contenido de la obra

### Manhwa
Yongseok Jo lanzó Wind Breaker en la plataforma de webtoon Naver Webtoon el 8 de diciembre de 2013, con los capítulos individuales recopilados y publicados en 28 volúmenes. Su serialización fue suspendida por Naver Webtoon el 11 de julio de 2025, tras acusaciones de calcar ilustraciones de otras obras. El manhwa ha sido publicado en inglés por Line Webtoon.

#### Lista de volúmenes
| Volúmenes de manhwa publicados | Volúmenes de manhwa publicados | Volúmenes de manhwa publicados |
| Número                         | Fecha de lanzamiento           | ISBN                           |
| ------------------------------ | ------------------------------ | ------------------------------ |
| 1                              | 30 de mayo de 2016             | ISBN 979-1-18-519334-2         |
| 2                              | 27 de junio de 2016            | ISBN 979-1-18-519336-6         |
| 3                              | 3 de enero de 2017             | ISBN 979-1-18-519346-5         |
| 4                              | 20 de octubre de 2017          | ISBN 979-1-18-519375-5         |
| 5                              | 27 de diciembre de 2017        | ISBN 979-1-18-519390-8         |
| 6                              | 12 de octubre de 2018          | ISBN 979-1-16-279029-8         |
| 7                              | 12 de octubre de 2018          | ISBN 979-1-16-279030-4         |
| 8                              | 23 de noviembre de 2018        | ISBN 979-1-16-279032-8         |
| 9                              | 1 de febrero de 2019           | ISBN 979-1-16-279039-7         |
| 10                             | 1 de febrero de 2019           | ISBN 979-1-16-279040-3         |
| 11                             | 1 de febrero de 2019           | ISBN 979-1-16-279041-0         |
| 12                             | 14 de junio de 2019            | ISBN 979-1-16-279049-6         |
| 13                             | 24 de septiembre de 2019       | ISBN 979-1-16-279057-1         |
| 14                             | 12 de febrero de 2020          | ISBN 979-1-16-279063-2         |
| 15                             | 14 de octubre de 2020          | ISBN 979-1-16-279069-4         |
| 16                             | 14 de octubre de 2020          | ISBN 979-1-16-279070-0         |
| 17                             | 21 de julio de 2021            | ISBN 979-1-19-015321-8         |
| 18                             | 29 de septiembre de 2021       | ISBN 979-1-16-779015-6         |
| 19                             | 26 de enero de 2022            | ISBN 979-1-16-779061-3         |
| 20                             | 26 de abril de 2022            | ISBN 979-1-16-779084-2         |
| 21                             | 14 de febrero de 2023          | ISBN 979-1-16-779206-8         |
| 22                             | 27 de febrero de 2023          | ISBN 979-1-16-779209-9         |
| 23                             | 28 de junio de 2023            | ISBN 979-1-16-779257-0         |
| 24                             | 10 de agosto de 2023           | ISBN 979-1-16-779283-9         |
| 25                             | 21 de diciembre de 2023        | ISBN 979-1-16-779360-7         |
| 26                             | 29 de enero de 2024            | ISBN 979-1-16-779375-1         |
| 27                             | 27 de febrero de 2025          | ISBN 979-1-16-779577-9         |
| 28                             | 31 de marzo de 2025            | ISBN 979-1-16-779585-4         |

### Otros medios
La serie apareció en el reality show musical surcoreano Webtoon Singer, se estrenó en el servicio de transmisión TVING el 17 de febrero de 2023 y contó con actuaciones de artistas de K-pop que combinaban webtoons con tecnología de realidad extendida.